# Lieke Nooijen
Lieke Nooijen (* 20. Juli 2001 in Helmond) ist eine niederländische Radrennfahrerin, die auf der Straße aktiv ist.

## Sportlicher Werdegang
Als Juniorin machte Nooijen durch eine Reihe von Podiums- und weiteren Top-10-Platzierungen im UCI Women Junior Nations’ Cup auf sich aufmerksam. Zum Abschluss der Saison 2019 gewann die bei den Weltmeisterschaften die Bronzemedaille im Straßenrennen der Juniorinnen.
Nach dem Wechsel in die U23 fuhr Nooijen zunächst ein Jahr für die Wieler Vereniging Schijndel, bevor sie 2021 Mitglied im damaligen UCI Women’s Continental Team Parkhotel Valkenburg wurde. Wiederholt kam sie unter die Top 10 wichtiger Rennen, unter anderem als Siebte der Baloise Ladies Tour 2021 und Dritte der Watersley Womens Challenge 2022. 2023 erzielte sie beim 2 Districtenpijl, den sie im Massensprint für sich entschied, ihren ersten Sieg bei einem internationalen Rennen. Es folgte im selben Jahr ein Sieg im Zeitfahren beim Prolog zur Watersley Womens Challenge.
Zur Saison 2024 erhielt Nooijen einen Vertrag beim UCI Women’s WorldTeam Visma-Lease a Bike. Als Vierte beim Auftaktzeitfahren zum Giro d’Italia Donne 2024 verpasste sie nur knapp ein Podiumsresultat auf der UCI Women’s WorldTour. Bei der Princess Anna Vasa Tour 2024 war sie die dominierende Fahrerin: neben dem Mannschaftszeitfahren zum Auftakt gewann sie den Massensprint der dritten Etappe sowie das Einzelzeitfahren auf der abschließenden Etappe, womit sie ihren ersten Sieg bei einer Rundfahrt einfuhr.

## Erfolge
2019
- Weltmeisterschaften – Straßenrennen (Junioren)

2023
- 2 Districtenpijl
- Prolog Watersley Womens Challenge

2024
- Gesamtwertung, zwei Etappen, Mannschaftszeitfahren und Punktewertung Princess Anna Vasa Tour
- Egmont Cycling Race Women